# Benzatropin
Benzatropin (INN, benztropin) je antiholinergik koji je u prodaji pod imenom Kogentin. Koristi se za tretman Parkinsonove bolesti, parkinsonizma, i distonije.

## Medicinska upotreba
Benztropin je antiholinergički lek koji se koristi za redukovanje nuspojava antipsihotičkog tretmana, kao što je pseudoparkinsonizam i distonija.

## Hemija
Benztropin, 3-(difenilmetoksi)tropan, se može sintetisati reakcijom tropina i difenildiazometana.

## Spoljašnje veze
|  | Molimo Vas, obratite pažnju na važno upozorenje u vezi sa temama iz oblasti medicine (zdravlja). |